# Słowiański Uniwersytet Tadżycko-Rosyjski
Słowiański Uniwersytet Tadżycko-Rosyjski (tadż. Донишгоҳи славянии Русияву Тоҷикистон, ros. Российско-Таджикский Славянский Университет) – szkoła wyższa w stolicy Tadżykistanu, Duszanbe. Została założona 5 kwietnia 1996 roku. Przy uniwersytecie działa katedra UNESCO, a na Wydziale Filologicznym funkcjonuje Centrum Języka Polskiego (ros. «Центр польского языка»). Obecnie na uniwersytecie studiuje kilka tysięcy studentów. 

## Wydziały
Uniwersytet składa się z czterech wydziałów:
- Wydział Ekonomii. rtsu.tj. [zarchiwizowane z tego adresu (2014-12-28)].
- Wydział Filologiczny. rtsu.tj. [zarchiwizowane z tego adresu (2014-12-28)].
- Wydział Historii i Stosunków Międzynarodowych. rtsu.tj. [zarchiwizowane z tego adresu (2015-02-16)].
- Wydział Prawny. rtsu.tj. [zarchiwizowane z tego adresu (2015-02-16)].